# Carathea parawea
Carathea parawea är en spindelart som beskrevs av Moran 1986. Carathea parawea ingår i släktet Carathea och familjen Malkaridae.
Artens utbredningsområde är Tasmanien. Inga underarter finns listade.